# Fiñana
Fiñana este o municipalitate și un oraș din provincia Almería, Andaluzia, Spania, cu o populație de 2.488 locuitori.